# Vol BOAC 712
Le vol BOAC 712 était un vol international régulier de la British Overseas Airways Corporation (BOAC), assuré par un Boeing 707 au départ de Londres et à destination de Sydney, avec des escales à Zurich et Singapour. Le 8 avril 1968, une panne moteur au décollage a rapidement provoqué un incendie de grand ampleur ; un des moteurs de l'aile gauche s'est ensuite détaché de l'appareil en vol. 
Après un atterrissage d'urgence réussi, la confusion liée aux différentes listes de contrôle et la distraction due à la présence d'un pilote vérificateur dans le cockpit ont contribué à la mort de cinq des 127 personnes à bord.

## Avion
L'aéronef impliqué était un Boeing 707-465 immatriculé G-ARWE (numéro de série 18373/302), qui totalisait 20 870 heures de vol depuis sa mise en service, le 27 juin 1962. En novembre 1967, il a subi une panne de moteur entraînant un décollage interrompu, sans causer aucun blessé. Cette avion était assuré pour 2 200 000 £ auprès de Lloyd's of London.

## Déroulement des faits
Le vol 712, prévu au départ du terminal no 3 de l'aéroport de Londres-Heathrow à 16 h 15 BST (15 h 15 GMT), a décollé de la piste 28L (prolongée des années plus tard et désormais rebaptisée 27L) à 16 h 27 BST (15 h 27 GMT). Il transportait 127 personnes à bord, dont un équipage renforcé par l'ajout d'un second officier (ou copilote par intérim), John Hutchinson (qui deviendra plus tard commandant de bord sur Concorde), et un commandant de bord vérificateur, Geoffrey Moss (50 ans), chargé de l'évaluation de routine du commandant de bord, Charles « Cliff » Taylor (47 ans). Outre les passagers, l'avion transportait des bagages, du courrier et un isotope radioactif provenant de l'établissement de recherche atomique d'Harwell et destiné au centre médical Hadassah, à Jérusalem.
Quelques secondes après le décollage de la piste 28L, longue de 9 000 pieds (2 700 m), un bruit inattendu retentit et l'avion se mit à vibrer. La manette des gaz contrôlant le moteur no 2 est alors désactivée. Pendant que le commandant Taylor ordonnait la procédure à suivre en cas de panne moteur, l'ingénieur de vol Thomas Hicks (35 ans) l'exécutait, mais lui et le commandant Moss tentèrent d'actionner l'interrupteur pour désactiver l'alarme sonore du train d'atterrissage. Au même moment, le copilote Brendan Kirkland (32 ans) éteignit par inadvertance l'alarme d'incendie. Hicks tendit la main vers la poignée coupe-feu du moteur, mais ne la tira pas. Un appel de détresse fut diffusé à 16 h 29.
Depuis la tour de contrôle de l'aéroport d'Heathrow, un des contrôleurs aériens, John Davis, a observé le décollage du 707. Il a d'abord cru voir le soleil se refléter sur l'aile gauche de l'avion, lors de sa montée initiale. Il s'est rapidement rendu compte qu'en réalité, l'avion était en feu. Il a alors ordonné au vol 712 d'effectuer un virage à gauche, dans le but d'atterrir sur la piste 28L. Il a ensuite appuyé sur le bouton « crash », ce qui a alerté les services d'urgence et déclaré l'accident. Les services d'urgence ont été informés du type d'avion impliqué et un point de rassemblement leur a été indiqué.
À ce moment-là, les hublots sur le côté gauche, à l'arrière du fuselage, commençaient à fondre. Alors que l'avion survolait Thorpe (en), le moteur en feu s'est détaché de son support et s'est écrasé ; personne n'a cependant été blessé au sol. À ce moment, le train d'atterrissage a été sorti et les volets complètement déployés ; ils se sont arrêtés 3° avant leur déploiement maximal. L'avion se trouvait à une altitude de 3 000 pieds (914 m) et volait à 225 nœuds (417 km/h). Jennifer Suares, un des membre de l'équipage de cabine, a répété la procédure en cas d'atterrissage d'urgence pour les passagers.
L'équipage a réalisé que l'avion ne resterait pas assez longtemps en vol pour permettre un atterrissage sur la piste 28L et a déclaré un mayday. Le contrôleur Davis a autorisé le 707 à atterrir sur la piste 05R, qui est longue de 7 733 pieds (2 360 m). Il a également demandé à deux autres avions d'effectuer une remise de gaz, car la piste 05R croisait la piste 28R, sur laquelle ils devaient atterrir et Davis ne savait pas si le vol 712 serait en mesure de s'arrêter avant d'atteindre cette piste. L'équipage a accepté l'offre de Davis concernant la piste 05R, même si elle était beaucoup plus courte et non équipée d'un système d'atterrissage aux instruments (ILS). 
Le commandant Taylor a pu faire atterrir l'avion en toute sécurité sur la piste 05R, en utilisant les freins de roue et l'inversion de poussée des moteurs extérieurs (moteurs no 1 et no 4) pour arrêter l'avion, qui a atterri à environ 370 m au-delà du seuil et s'est immobilisé à 1 300 m du début de la piste. Le commandant Taylor a demandé à Davis la permission d'évacuer, mais l'équipage de cabine ouvrait déjà les issues de secours. L'équipage a commencé la liste de vérification en cas d'incendie, mais l'aile gauche a explosé avant que celle-ci ne soit terminée. En conséquence, les poignées d'arrêt d'incendie n'ont pas été tirées et les pompes de surpression et l'alimentation électrique sont restées allumées. En raison du court laps de temps entre le signal de détresse, émis à 16 h 29, et l'atterrissage de l'avion à 16 h 31, les services d'urgence n'ont pas eu le temps de poser un tapis de mousse sur le tarmac, ce qui était une pratique courante en cas d'incendie à l'époque.

### Évacuation
L'équipage a commencé l'évacuation, avant même que l'avion ne soit immobilisé, par les deux portes avant de la cabine, les deux portes arrière et les issues de secours situées à droite. Dix-huit passagers ont pu s'échapper par les issues de secours avant que l'incendie ne devienne trop intense pour emprunter cette voie. Le toboggan de secours de la porte avant gauche a pris feu avant d'être utilisé, mais une personne a pu sauter de là. 84 personnes ont pu s'échapper par la porte avant droite. Trois membres de l'équipage ont pu s'échapper en utilisant la corde de secours dans le cockpit. Le toboggan de secours de la porte arrière droite s'étant déformé lors de son déploiement ; le commandant Taylor est donc descendu pour le redresser, laissant l'hôtesse de l'air Barbara Jane Harrison seule à la porte pour aider les passagers. 
Six passagers ont pu s'échapper par cette voie avant que le toboggan ne soit perforé et dégonflé. Onze personnes ont pu s'échapper en sautant par cette voie, et cinq autres par la porte arrière gauche avant que le toboggan ne soit détruit. Harrison a été vue pour la dernière fois alors qu'elle se préparait à sauter, mais elle a fait demi-tour et a disparu dans la cabine passagers, pour tenter de sauver les quatre passagers restants, dont une femme handicapée et une fillette de huit ans.

### Lutte anti-incendie
Les deux premiers camions de pompiers arrivés n'ont pas pu intervenir, car ils se sont arrêtés trop loin de l'avion et leur conception les a empêchés de se déplacer une fois la mousse aspergée sur l'avion. De plus, l'accumulation de peinture sur les filetages des bornes d'incendie voisines a empêché la fixation des lances à eau. Un camion-citerne de secours s'est approché et a déversé sa mousse efficacement, mais l'incendie avait déjà pris de l'ampleur.

## Bilan
L'avion transportait 116 passagers et onze membres d'équipage à son bord. Cinq personnes ont péri dans l'accident : l'hôtesse de l'air Barbara Jane Harrison et quatre passagers. Ces cinq personnes sont toutes décédées à la suite d'une asphyxie due à l'inhalation des fumées toxiques générées lors de l'incendie. Trente-huit autres personnes ont également été blessées.
Parmi les survivants figuraient le chanteur pop Mark Wynter (en), qui se rendait en Australie pour se marier, et Katriel Katz (en), alors ambassadeur d'Israël en URSS. Katz, qui est un homme de grande taille, fut le seul passager à s'échapper en sautant par la porte avant ; Hutchinson et Unwin tentèrent de le diriger vers le toboggan du côté tribord et furent presque jetés hors de l'avion par Katz, qui fut grièvement blessé lors du saut.

## Enquête
Lors de l'enquête qui a suivi, la fatigue du métal a finalement été imputée à la défaillance du disque no 5 du compresseur du moteur no 2, de type Rolls-Royce RB.80 Conway, déclenchant ainsi une série de pannes. L'omission de l'équipage de couper l'alimentation en carburant du moteur a été imputée à la propagation rapide de l'incendie et à la perte de l'avion. 
Le commandant Moss a accidentellement désactivé la sonnerie d'alarme incendie, au lieu de celle du train d'atterrissage. Il a également donné des ordres au commandant Taylor, en violation du protocole habituel de ses fonctions. Cependant, le rapport d'enquête indique également que le commandant Taylor a demandé à Moss d'agir comme une paire d'yeux et d'oreilles supplémentaires à l'intérieur et à l'extérieur du cockpit. Les actions de Moss pouvaient donc être considérées comme relevant de ses attributions.
À la suite de l'enquête et des enseignements tirés de la chaîne d'événements survenue durant cet accident, la BOAC a modifié certains aspects de ses listes de contrôle concernant les procédures d'urgence, notamment en cas de pannes graves et de feux de moteurs, en les combinant en une seule liste. Des modifications ont également été apportées à cette liste, notamment l'ajout de la confirmation que les poignées coupe-feu avaient été tirées.

## Récompenses

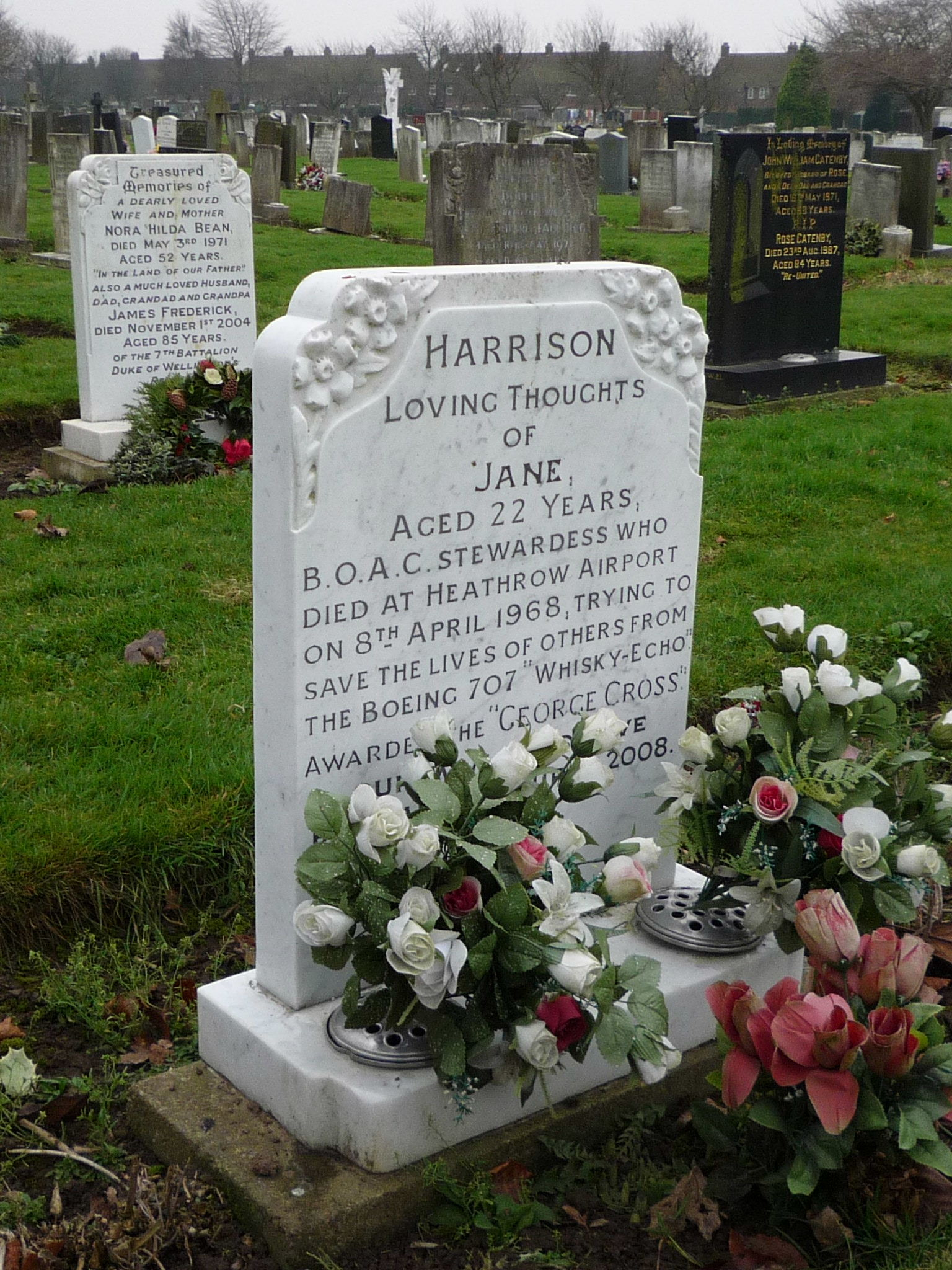
La tombe de Barbara Jane Harrison.

L'hôtesse de l'air Barbara Jane Harrison a reçu à titre posthume la croix de George pour son héroïsme lors de l'accident ; un autre membre d'équipage, Neville Davis-Gordon (alors chef steward sur ce vol), a reçu la Médaille de l'Empire britannique pour sa bravoure. 
De plus, John Davis, qui était alors responsable du vol 712 et qui a été le premier à repérer l'incendie du moteur gauche depuis le sol, a été nommé membre de l'Ordre de l'Empire britannique.